# Caesalpinia coriaria
Caesalpinia coriaria là một loài thực vật có hoa trong họ Đậu. Loài này được (Jacq.) Willd. miêu tả khoa học đầu tiên.

## Hình ảnh

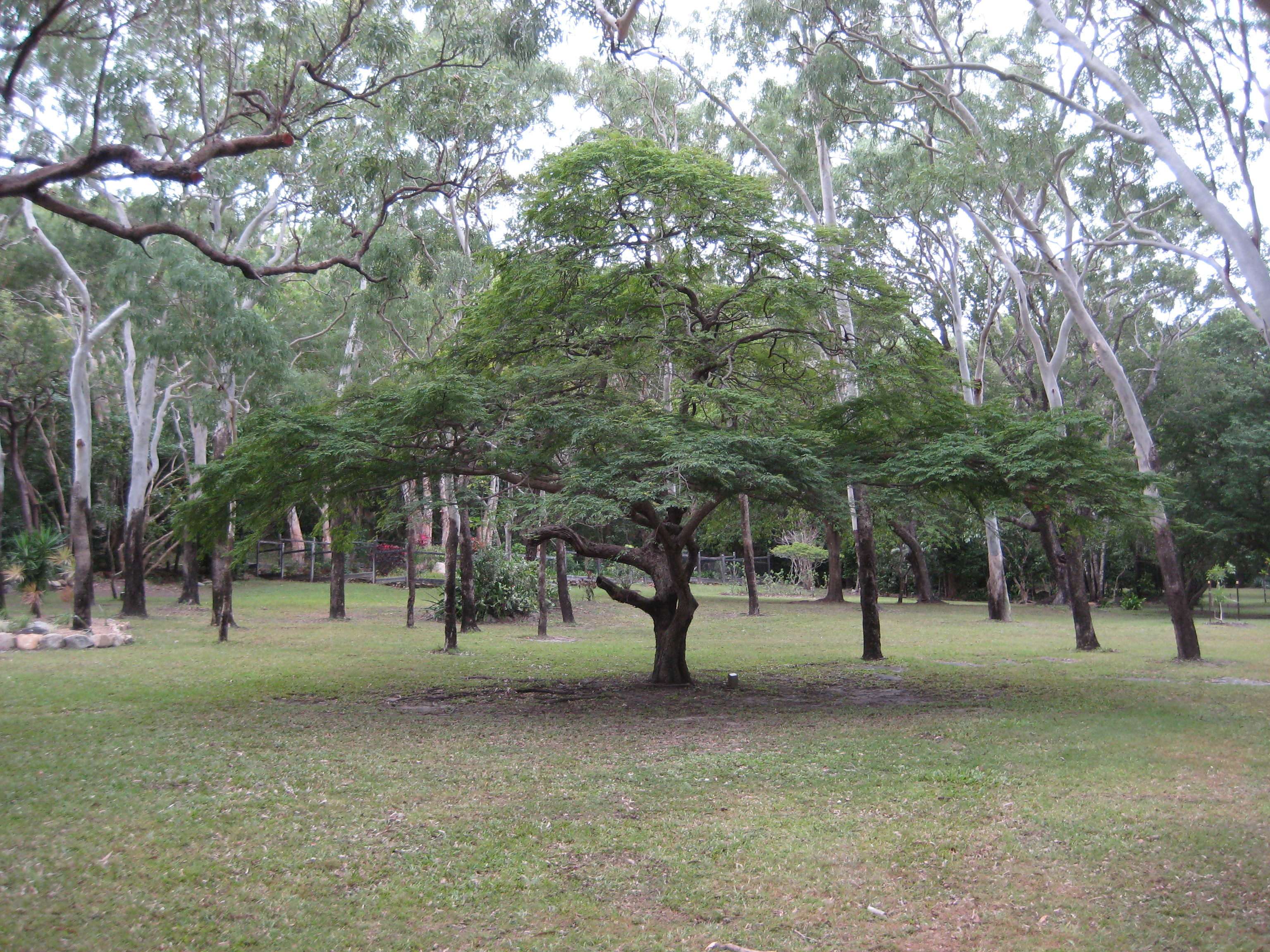